# Napközben
A Napközben a Kossuth Rádió élő, interaktív délelőtti szolgáltató magazinja. Adásideje minden hétköznap 9-től 11 óráig tart.

## A műsor felépítése
A minden egész órakor kezdődő híreket és a minden "félkor" kezdődő rövid híreket hírolvasó közli. A híradások között a témaindító bejátszott összeállítás után a műsorvezető meghívott vendégeivel beszélget a stúdióban, rendszerint e beszélgetésekbe telefonon is bekapcsolódik egy-egy szakértő. A műsorvezető nagy hangsúlyt fektet az időközben beérkező SMS-hozzászólásoknak a beszélgetésbe illesztésére. A beszélgetések témája mindig az átlagemberek hétköznapi ügyei: például a közigazgatás és az igazságszolgáltatás terén eligazítás a jogi nyelvezetben; az oktatás, az ellátórendszerek és a munka világának aktualitásai; egészségügyi kérdésekben a tévhitek eloszlatása és az egészségvédelem népszerűsítése; a szolgáltatások igénybevételénél a fogyasztóvédelmi kérdések. Egy témára a két híradás közötti 20-25 perces időtartam áll rendelkezésre. Az utolsó téma többségében az Érintő rovatcímet kapja. A többi témától annyiban tér el, hogy ehhez már az adás kezdetétől várják a telefonos és SMS-hozzászólásokat, a témaindítót ezekből állítják össze. A téma lezárását követően egy zeneszám vagy zeneszámrészlet színesíti a műsort a híradásig hátralévő időben.

## A műsor története
A Napközben 1984-ben indult a Magyar Rádió akkori legkorszerűbb műsoraként. Először teremtett közvetlen kapcsolatot a Rádió és a hallgatók között. Alapító-szerkesztője Petress István.
2023. október 2.-tól Délelőtt címen sugároz tovább.